# Renato Tosio
Renato Tosio (* 16. November 1964 in Wil) ist ein ehemaliger Schweizer Eishockeytorhüter.

## Karriere
Der gelernte Hochbauzeichner begann das Eishockeyspiel mit acht Jahren beim EHC Chur, für den er 15 Jahre lang spielte. Weitere 14 Jahre stand er für den SC Bern im Tor. Er beendete dort seine Karriere in der Saison 2000/01.
Mit dem SC Bern wurde er vier Mal Schweizer Meister (1989, 1991, 1992 und 1997). Seine Nummer 31 wurde nach dem Ende seiner Karriere klubintern gesperrt, das heisst, dass kein Spieler vom SC Bern je wieder die 31 tragen wird.
Ab 1987 spielte er 183 Mal für die Schweizer Eishockeynationalmannschaft und wurde an der Weltmeisterschaft 1992 in Prag Vierter.
Während seiner Profi-Jahre stellte Renato Tosio einen beeindruckenden Rekord auf: vom 26. Februar 1985 bis zum 20. März 2001 spielte er 732 NLA-Spiele, ohne je einen Einsatz wegen Krankheit oder Verletzung zu verpassen.
Am 2. September 2001 gab Tosio sein Abschiedsspiel im damaligen Berner Eisstadion Allmend. An diesem Spiel beteiligten sich zahlreiche ehemalige und aktive Eishockeyspieler.